# Asthenargus brevisetosus
Asthenargus brevisetosus är en spindelart som beskrevs av Miller 1970. Asthenargus brevisetosus ingår i släktet Asthenargus och familjen täckvävarspindlar.
Artens utbredningsområde är Angola. Inga underarter finns listade.